# Jasmine Abrams
Jasmine Abrams (Nueva York, 14 de marzo de 1994) es una deportista guyanesa que compite en atletismo. En los Juegos Panamericanos de 2023 obtuvo una medalla de plata en la prueba de 100 m.

## Palmarés internacional
| Juegos Panamericanos | Juegos Panamericanos | Juegos Panamericanos | Juegos Panamericanos |
| Año                  | Lugar                | Medalla              | Prueba               |
| -------------------- | -------------------- | -------------------- | -------------------- |
| 2023                 | Santiago (Chile)     | Medalla de plata     | 100 m                |